# Campeonato Mato-Grossense de Futebol Americano de 2017
O Campeonato Mato-grossense de Futebol Americano 2017, é a quarta edição da competição e contou com 5 equipes.

## Classificação
Classificados para os Playoffs estão marcados em verde.
| Pos | Times                   | V | E | D | PCT   | PF  | PS  | SP   |
| --- | ----------------------- | - | - | - | ----- | --- | --- | ---- |
| 1   | Sorriso Hornets         | 4 | 0 | 0 | 1.000 | 120 | 19  | 101  |
| 2   | Sinop Coyotes           | 3 | 0 | 1 | .750  | 102 | 36  | 66   |
| 3   | Rondonópolis Hawks      | 2 | 0 | 2 | .500  | 115 | 79  | 36   |
| 4   | Cuiabá Arsenal          | 1 | 0 | 3 | .250  | 87  | 59  | 28   |
| 5   | Luverdense Overwhelming | 0 | 0 | 4 | .000  | 0   | 231 | -231 |

## Temporada Regular
| Data          | Visitante               | Placar  | Mandante                | Local              |
| ------------- | ----------------------- | ------- | ----------------------- | ------------------ |
| 4 de Dezembro | Rondonópolis Hawks      | 12 - 36 | Sorriso Hornets         | Rondonópolis       |
| 5 de Dezembro | Luverdense Overwhelming | 00 - 57 | Sinop Coyotes           | Lucas do Rio Verde |
| 5 de Dezembro | Luverdense Overwhelming | 00 - 49 | Cuiabá Arsenal          | Lucas do Rio Verde |
| 5 de Dezembro | Sinop Coyotes           | 00 - 06 | Sorriso Hornets         | Sinop              |
| 5 de Dezembro | Cuiabá Arsenal          | 17- 21  | Rondonópolis Hawks      | acorizal           |
| 6 de Dezembro | Sorriso Hornets         | 59 - 00 | Luverdense Overwhelming | Sorriso            |
| 6 de Dezembro | Sinop Coyotes           | 25 - 16 | Rondonópolis Hawks      | Sinop              |
| 6 de Dezembro | Sorriso Hornets         | 18 - 07 | Cuiabá Arsenal          | Sorriso            |
| 6 de Dezembro | Cuiabá Arsenal          | 14 - 20 | Sinop Coyotes           | acorizal           |
| 6 de Dezembro | Rondonópolis Hawks      | 66 - 00 | Luverdense Overwhelming | Rondonópolis       |

### Grande Final
| 25 de junho 14:00 | Relatório | Sorriso Hornets | 24–18 | Sinop Coyotes |  | , Sorriso-MT Árbitros: Humberto Ventura |  |

| Campeonato Mato-Grossense de Futebol Americano de 2017 |
| ------------------------------------------------------ |
| Sorriso Hornets Campeão (1º título)                    |